# 裂苞舟瓣芹
裂苞舟瓣芹（学名：Sinolimprichtia alpina var. dissecta）是伞形科舟瓣芹属舟瓣芹的变种。分布在中国大陆的云南、四川等地，生长于海拔3,600米至4,000米的地区，多生在高山草坡及岩石隙缝中，目前尚未由人工引种栽培。